# John Mumford (lekkoatleta)
John Mumford (ur. 12 kwietnia 1918, zm. 16 lipca 1999) –  australijski lekkoatleta, sprinter, dwukrotny medalista igrzysk Imperium Brytyjskiego w 1938.
Na igrzyskach Imperium Brytyjskiego w 1938 w Sydney zdobył srebrne medale w biegach na 100 jardów i  na 220 jardów, w obu przypadkach przegrywając jedynie z Cyrilem Holmesem z Anglii, a wyprzedzając swego kolegę z reprezentacji Australii Teda Besta. Mumford na tych igrzyskach zajął również 4. miejsce w biegu na 440 jardów.
Był mistrzem Australii w biegu na 440 jardów  i wicemistrzem w biegu na 220 jardów w 1937/1938.
Rekord życiowy Mumforda w biegu na 200 metrów wynosił 22,9 s, a w biegu na 400 metrów 48,0 s (oba ustanowione 10 lutego 1940 w Sydney).